# Silvestro Aldobrandini
Silvestro Aldobrandini, O.S.Io.Hieros. (* 1587 in Rom; † 28. Januar 1612 ebenda) war ein italienischer Geistlicher der römisch-katholischen Kirche, der zwischen 1598 und seinem Tode 1612 Großprior des Großpriorats von Rom des Souveränen Malteserordens und ab 1603 Kardinal war.

## Leben
Silvestro Aldobrandini stammte aus dem Adelsgeschlecht Aldobrandini und war ein Sohn von Gianfrancesco Aldobrandini und Olimpia Aldobrandini. Er war ein Großneffe von Ippolito Aldobrandini, der von 1592 bis 1605 Papst Clemens VIII. war, sowie von Giovanni Aldobrandini. Er war ferner ein Neffe von Cinzio Passeri Aldobrandini sowie älterer Bruder von Ippolito Aldobrandini. Er studierte Latein und Griechisch sowie lateinische und griechische Literatur.
1598 wurde er bereits als Elfjähriger Nachfolger von Pietro Aldobrandini als Großprior des Großpriorats von Rom des Souveränen Malteserordens und bekleidete diese Funktion bis zu seinem Tode im Alter von 25 Jahren am 28. Januar 1612. Des Weiteren war er vom 28. September 1601 bis zu seinem Rücktritt am 17. September 1603 Generalkapitän der Pontifikalgarde, Gouverneur von Borgo, Kastellan der Engelsburg sowie Kastellan der Festung von Ancona.
Auf einem Konsistorium am 17. September 1603 wurde Silvestro Aldobrandini von seinem Großonkel Papst Clemens VIII. zum Kardinal kreiert und am 15. November 1603 zum Kardinaldiakon von San Cesareo in Palatio berufen. Er fungierte zwischen dem 16. Juni 1604 und 1607 auch als Gouverneur von San Severino. Nach dem Tode von Papst Clemens VIII. am 3. März 1605 nahm er am Konklave teil, das am 1. April 1605 Leo XI. zum Papst wählte. Nach dem Leo XI. bereits am 27. April 1605 verstarb, nahm er auch an dem Konklave teil, welches am 16. Mai 1605 Paul V. zum Pontifex maximus wählte.
In der Cappella Aldobrandini der Basilica minor der Santa Maria sopra Minerva in Rom befindet sich auf seiner Grabstätte eine zwischen 1600 und 1604 geschaffene Marmorbüste des Bildhauers Camillo Mariani.